# Stazione Belorusskij
La stazione Belorusskij (in russo Белорусский вокзал?) è una delle 9 principali stazioni ferroviarie di Mosca. Aperta nel 1870, ha acquisito definitivamente l'attuale denominazione nel 1936. Si trova presso la Piazza Tverskaja Zastava.

## Storia
La costruzione della ferrovia che da Mosca conduceva a Smolensk e poi a Minsk e Varsavia iniziò nella seconda metà del XIX secolo. I lavori di costruzione della stazione chiamata "Smolenskij" furono avviati alla fine dell'aprile 1869. L'inaugurazione della nuova struttura ebbe luogo il 19 settembre 1870. La stazione divenne il sesto terminale ferroviario della città. Nel novembre 1871, a seguito del prolungamento ferroviario verso la città bielorussa di Brėst, alla stazione venne cambiato nome in "Brestkij".
La stazione fu ricostruita a partire dal 1907. Il 15 maggio 1910 fu aperta l'ala destra della struttura, mentre il 26 febbraio 1912 toccò a quella sinistra. L'autore del progetto fu l'architetto Ivan Strukov. Il 4 maggio 1912 la stazione fu ribattezzata "stazione di Alessandro", in onore dello zar Alessandro I e del centenario della vittoria contro le armate di Napoleone Bonaparte. Nell'agosto 1922 la stazione si fuse con la Mosca-Baltico, acquisendo il nome di "Mosca-Bielorussia-Baltico". Tale denominazione rimase fino al maggio 1936, quando la stazione ottenne il nome attuale.
Dal 2010 parte e arriva una volta a settimana il Riviera Express con destinazione Nizza che attraversa per un tratto del suo percorso anche l'Italia e parte anche il Moscou Express che arriva a Parigi alla Gare de l'Est.

## Treni e destinazioni

### Lunga distanza
| Numero treno | Nome treno                            | Destinazione                          | Gestione |
| ------------ | ------------------------------------- | ------------------------------------- | -------- |
| 001/002      | Belarus' (rus: Беларусь)              | Minsk                                 | BŽD      |
| 003/004      | Minsk (rus: Минск)                    | Minsk                                 | BŽD      |
| 005/006      | Lietuva (rus: Лиетува)                | Vilnius                               | LG       |
| 009/010      | Polonez (rus: Полонез)                | Varsavia                              | PKP RŽD  |
| 013/014      | Moskva-Express (rus: Москва-Экспресс) | Berlino (Zoologischer Garten)         | DB RŽD   |
| 017/018      | Riviera Express                       | Nizza (Nizza Ville)                   | RŽD      |
| 025/026      | Svisloč' (rus: Свислочь)              | Minsk                                 | BŽD      |
| 027/028      | Brest (rus: Брест)                    | Brėst                                 | BŽD      |
| 029/030      | Jantar' (rus: Янтарь)                 | Kaliningrad                           | RŽD      |
| 039/040      | Dvina (rus: Двина)                    | Polack                                | BŽD      |
| 055/056      | Sož (rus: Сож)                        | Homel' ( Salihorsk)                   | BŽD      |
| 077/078      | Neman (rus: Неман)                    | Hrodna                                | BŽD      |
| 601/602      | Rybinsk (rus: Рыбинск)                | Rybinsk ( Ves'egonsk, Pestovo, Uglič) | RŽD      |
| 603/604      | Smolensk (rus: Смоленск)              | Smolensk                              | RŽD      |

### Altre destinazioni

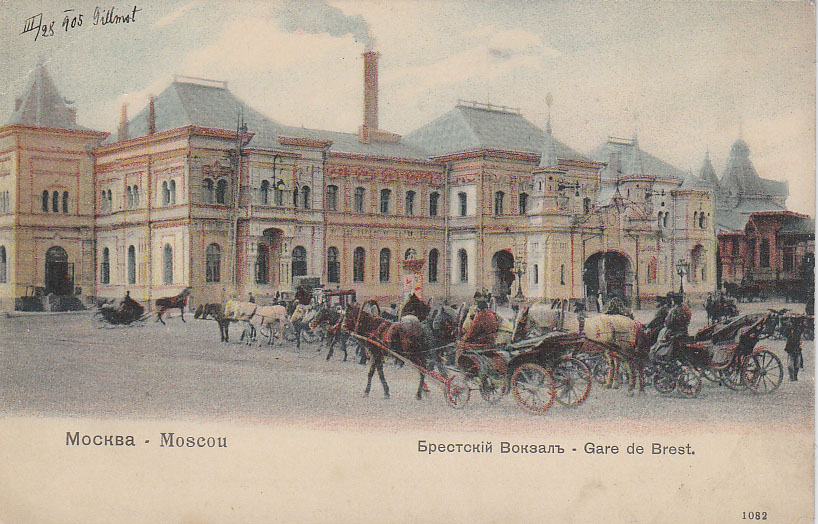
La stazione in una cartolina del 1905

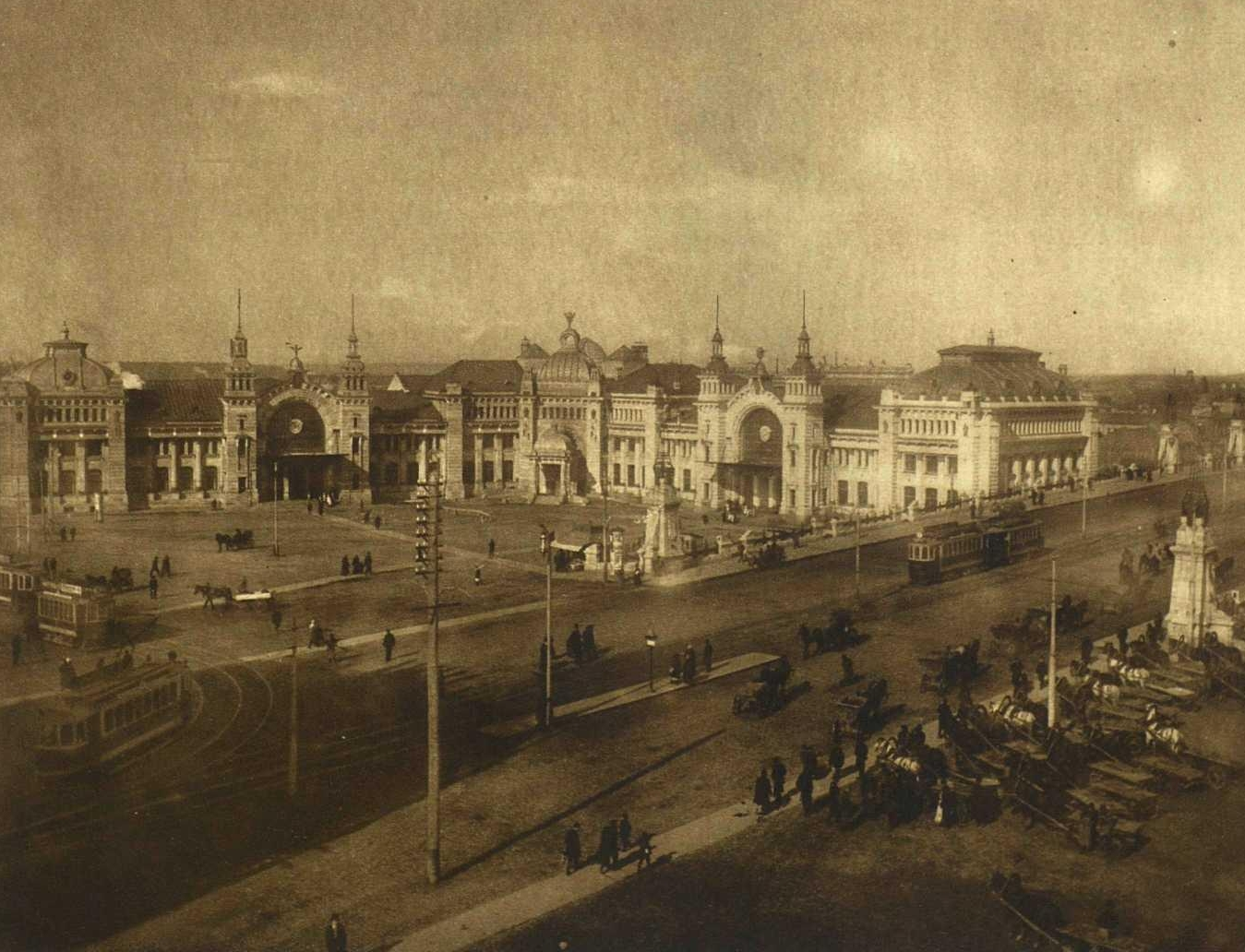
La stazione in una foto del 1911

| Nazione     | Destinazioni                                 |
| ----------- | -------------------------------------------- |
| Austria     | Innsbruck, Vienna                            |
| Bielorussia | Mahilëŭ                                      |
| Rep. Ceca   | Cheb, Praga                                  |
| Francia     | Parigi (Gare de l'Est)                       |
| Germania    | Monaco di Baviera                            |
| Paesi Bassi | Amsterdam                                    |
| Russia      | Anapa, Arcangelo, Čerepovec, Usinsk, Vorkuta |
| Svizzera    | Basilea                                      |
| Ucraina     | Sinferopoli, Eupatoria                       |

### Destinazioni suburbane
La Belorusskij è collegata alla stazione Savёlovskij ed all'aeroporto Šeremet'evo attraverso l'Aeroexpress.
Il servizio ferroviario suburbano (Električka) connette la stazione Belorusskij con le cittadine di Barvicha, Usovo, Odincovo, Golicyno, Zvenigorod, Kubinka, Možajsk, Gagarin e Vjaz'ma.